# Holostrophus brittoni
Holostrophus brittoni es una especie de coleóptero de la familia Tetratomidae que habita en Indonesia.